# Adenopeltis serrata
Adenopeltis es un género monotípico de plantas perteneciente a la familia Euphorbiaceae. Su única especie, el colliguay macho de Chile (Adenopeltis serrata) es originaria de Chile.

## Descripción
Es un arbusto monoico, glabro, que alcanza un tamaño de 1 - 2 m de altura. Las hojas están dispuestas de forma alterna, y son lanceolada-elípticas, subcoriáceas, dentadas, con una medida de 2 a 3 cm de longitud. Las inflorescencias en espigas axilares o terminales. En la base de las espigas con flores masculinas es posible encontrar 1 o 2 flores femeninas. El fruto una cápsula.

## Taxonomía
Adenopeltis serrata fue descrito por (W.T.Aiton) I.M.Johnst. y publicado en Contributions from the Gray Herbarium of Harvard University 68: 84. 1923.
Etimología
Adenopeltis: nombre genérico que viene del griego y significa "escudo glandular".
serrata: epíteto latíno que significa "serrada".
sinonimia
- Adenopeltis colliguaya Bertero ex A.Juss.
- Excoecaria colliguaya (Bertero ex A.Juss.) Baill.
- Excoecaria marginata Kunze ex Baill.
- Excoecaria serrata W.T.Aiton	basónimo
- Stillingia glandulosa Dombey ex Baill.[5][6]